# Humberto Suazo
Humberto Andrés „Chupete” Suazo Pontivo (ur. 10 maja 1981 roku w San Antonio) – chilijski piłkarz występujący na pozycji napastnika.
Jest legendą meksykańskiego klubu CF Monterrey, do którego przeszedł w 2007 roku za sześć milionów dolarów. W jego barwach występował przez siedem lat; zdobył dwa mistrzostwa Meksyku i trzy razy wygrał Ligę Mistrzów CONCACAF, przez kilka miesięcy był również kapitanem zespołu. Przez wiele lat był najlepiej zarabiającym piłkarzem w lidze meksykańskiej, w 2008 roku zostając królem strzelców. Ze 121 golami we wszystkich rozgrywkach był najlepszym strzelcem w historii klubu (później jego rekord został pobity przez Rogelio Funes Moriego). Jego numer 26 po odejściu z Monterrey został zastrzeżony.

## Kariera klubowa
Humberto Suazo zawodową karierę rozpoczynał w 2000 roku w CD Ñublense. Następnie grał kolejno w takich klubach jak Deportes Magallanes, San Antonio Unido, San Luis Quillota, Audax Italiano oraz CSD Colo-Colo. W 2007 roku podpisał kontrakt z CF Monterrey. W debiutanckim sezonie w barwach nowego klubu stworzył duet napastników z Matíasem Fernándezem. W rozgrywkach pierwszej ligi meksykańskiej zdobył szesnaście bramek.
8 stycznia potwierdzono jego półroczne wypożyczenie do Realu Saragossa za 400 tys. euro oraz możliwość transferu definitywnego za 10 mln euro.

## Kariera reprezentacyjna
W reprezentacji Chile Suazo zadebiutował w 2005 roku. Rozegrał dla niej już 60 spotkań i strzelił 21 goli.